# Plasa Cantemir, județul Cahul
Plasa Cantemir a fost una din plășile județului Cahul.

## Localități
La recensământul general al populației din 1930, plasa Cantemir avea 61 localități:
1. Antonești
2. Baiuș
3. Beștemac
4. Bulgari
5. Cania
6. Cazangic
7. Călmățui
8. Câmpul-Derpt
9. Ceadâr
10. Cioara
11. Cneazevca I
12. Cneazevca II
13. Cociulia
14. Colibabovca
15. Copcui
16. Coporani
17. Covurlui
18. Dancu
19. Epureni
20. Filipeni
21. Fundul-Sărățicăi
22. Granița-Veche
23. Hănăsenii-de-Pădure
24. Hănăsenii-Noui
25. Horjești
26. Iargara
27. Leca
28. Manucbeevca
29. Mătăsaru
30. Meșeni
31. Mingir
32. Nicolăești
33. Oracu
34. Pleșeni
35. Pogonești
36. Porumbești
37. Răzeși
38. Regina-Maria
39. Românești
40. Ruși
41. Sarai
42. Săliștea
43. Sărata-Nouă I
44. Sărata-Nouă II
45. Sărățeni
46. Sărățica-Nouă
47. Sărățica-Veche
48. Tătărășeni
49. Tigheci
50. Toceni
51. Tochilo-Răducani
52. Tomai (Sărata-Nouă)
53. Tomai (Sărățeni)
54. Traian
55. Troița
56. Troița-Nouă
57. Usăteni
58. Valea-Agop
59. Valea-Jidanului
60. Voinescu
61. Vosneseni